# نظام نسخ
أنظمة النسخ هي أنظمة الكتابة المستعملة لتمثيل أصوات الكلام ونسخها.